# Aldous Huxley
Aldous Leonard Huxley  (Godalming, 26 juli 1894 – Los Angeles, 22 november 1963) was een Brits-Amerikaans schrijver, essayist en dichter die grote bekendheid verwierf met de vele romans en korte verhalen die hij schreef. Een van zijn bekendste werken is Brave New World, een sciencefiction-roman.

## Levensloop
Huxley werd geboren in een intellectueel gezin en was een kleinzoon van darwinist Thomas Huxley. Zijn eerste boek voltooide hij op zeventienjarige leeftijd, nadat hij op zestienjarige leeftijd bijna blind was geworden ten gevolge van een oogziekte (die hem ook uit de loopgraven hield). Hij studeerde aan de Universiteit van Oxford. Als twintiger was hij reeds een actief schrijver. Huxley was een cultuurcriticus.
In 1919 trouwde Huxley met de Belgische Maria Nys (10 september 1899 – 12 februari 1955) die hij ontmoet had in Garsington, Oxfordshire. Ze kregen één zoon, Matthew Huxley (19 april 1920 – 10 februari 2005), die carrière heeft gemaakt als auteur, antropoloog en epidemioloog. Maria overleed in 1955 aan kanker.
In 1937 emigreerde Huxley met zijn gezin naar de Verenigde Staten, waar ze zich in Hollywood vestigden.
Het voornaamste onderwerp in zijn werk was het onmenselijke aspect dat aan de wetenschappelijke vooruitgang verbonden zou zijn. Een van zijn meesterwerken in dat verband is Brave New World uit 1932 waarin Huxley een compleet technocratische maatschappij portretteert. Een samenleving waarin leven en dood voorgeprogrammeerd zijn, waar de bevolking door middel van drugs zoet gehouden wordt, en waar wisselende seksuele contacten tot norm verheven zijn. Wrang genoeg werd een deel van Huxleys fantasie gedurende de Tweede Wereldoorlog waarheid. Vermoedelijk baseerde Huxley zich op de roman Wij van de Russische schrijver Zamjatin, hoewel hij beweerde dit boek pas jaren na het schrijven van Brave New World gelezen te hebben.
Huxley had ook grote belangstelling voor de effecten van geestverruimende middelen als lsd en mescaline naast de religieuze mystiek van het hindoeïsme en boeddhisme. Zijn ervaringen hiermee beschreef hij in The Doors of Perception (1954) en Heaven and Hell (1956).
In 1960 kreeg Huxley de diagnose keelkanker. Uiteindelijk verloor hij zijn spraakvermogen. Op de vooravond van zijn overlijden schreef hij op een papiertje aan zijn tweede vrouw Laura Archera Huxley: "LSD, 100 µg, i.m." ("100 microgram LSD, intramusculair"). De volgende dag, vrijdag 22 november 1963, omstreeks kwart over vijf 's middags plaatselijke tijd, sliep Huxley vredig in – op dezelfde dag dat president John F. Kennedy werd vermoord.

## Tijdsperiode
Ondanks Huxleys bekendheid als romanschrijver was zijn eerste uitgegeven werk de gedichtenbundel The Burning Wheel (1916). Sterk beïnvloed door het Franse symbolisme, een stijl waarin de suggestie het fundament werd van de antirealistische poëzie, toont Huxley zich getalenteerd als dichter. Zijn werk stond daarmee haaks op dat van de toenmalige Georgiaanse dichters zoals William Henri Davies en Walter de la Mare. Deze dichters uit het Victoriaans tijdperk verzetten zich door het gebruik van strikt classicisme tegen het opkomende estheticisme. Met hun hyperbewustzijn waarmee ze de werkelijkheid registreerden en interpreteerden waren ze een ware tegenstelling tot Huxleys romantische en sentimentele stijl.
Huxley was niet enkel een van de vruchtbaarste Engelse schrijvers, maar ook een van de veelzijdigste. Er bestaat nagenoeg geen literair genre dat hij niet beoefend heeft en zijn geschriften bevatten bovendien een bonte verscheidenheid van onderwerpen. Ondanks de omvang van zijn werk kunnen we zijn ontwikkeling als schrijver in drie fases onderscheiden. Enerzijds is er de reeks intellectuele en cynische romans waarbij hij zich wil afzetten tegen het groeiende inhoudsverlies van de droefgeestige 19e-eeuwse opvattingen zoals de onbereikbare liefde en geluk. Met zijn spotlustige romans zoals Crome Yellow (1921) probeert hij ingang te vinden voor zijn ideeën en aanvaarde maatstaven te verwerpen. Godsdienst, conventionele moraal en de romantische liefde worden allemaal onderworpen aan cynisme en satire.

### Keerpunt
Maar Huxley kon zich niet blijvend bevredigen met dit fin-de-sièclegevoel. Hij begon zich te interesseren voor nieuwe vooruitstrevende theorieën in de moderne wetenschap, psychologie en filosofie. Nog steeds gaat hij door met het schrijven van korte verhalen en romans maar de publicatie van Proper Studies (1927) is een keerpunt in zijn oeuvre. Hierin is een van zijn bekende citaten te vinden: Facts do not cease to exist because they are ignored; 'Feiten lossen niet op wanneer ze worden genegeerd'. In deze nieuwe fase is hij niet meer de romanschrijver die het publiek wil entertainen, maar neemt hij een meer verantwoordelijke rol op zich. Huxley begint zich te interesseren voor de politiek en schrijft hierover enkele essays. Later begint hij de pacifistische filosofie uit te diepen en concludeert dat het de enige rationele manier is om vrede te brengen. Hij meent dat oorlog geen vrede kan brengen, omdat een gewelddadige aanpak nooit tot niet-gewelddadige resultaten kan leiden. Zijn ideeën over oorlog, religie en nationalisme bundelde hij in het boek End and Means (1937).
In zijn derde en laatste fase gaat Huxley, hoewel scepticus in zijn hart, de mystieke toer op. Hij verdiept zich op empirische wijze in het heelal en het oosterse mysticisme zoals het boeddhisme en hindoeïsme. Huxley was met zijn scherpe geest steeds op zoek naar nieuwe dingen om ze als rationeel denker met het verstand te kunnen vatten. Het mysticisme intrigeerde hem en als niet-religieus man zag hij het als een intellectuele uitdaging om religie beter te begrijpen. Op die manier week hij af van de trend van vele van zijn tijdgenoten die zich sindsdien hadden bekeerd tot één of andere vorm van het christelijke geloof. Hij doet een grondige studie van de mystiek en bijna al zijn laatste werken handelen over zijn pogingen om zijn bewijzen samen te vatten in een bondig systeem, zoals hij dat doet in The Perennial Philosophy (1945). Later zal hij zich verder gaan verdiepen in de parapsychologie. In zijn onderzoek naar het bestaan van het bovennatuurlijke en de samenhang met de menselijke geest experimenteert Huxley met geestverruimende middelen zoals LSD. In The Doors of Perception (1954) probeert hij die ervaringen binnen een consistent wetenschappelijk kader te brengen.

## Romans
- Crome Yellow (1921, vertaald als Gasten op Crome)
- Antic Hay (1923)
- Those Barren Leaves (1925, de Franse vertaling uit 1932 door Julia Bastin won de Prix Langlois van de Académie française)
- Point Counter Point (1928)
- Brave New World (1932, in de Nederlandse vertaling van Maurits Mok: Heerlijke nieuwe wereld (1971), oorspronkelijk in 1934 door John Kooy vertaald als Het somaparadijs)
- Eyeless in Gaza (1936, vertaald als De wateren werden stil door Marianne Philips, 1939 en, door Pé Hawinkels, als De ogen uitgestoken, 1973)
- What are you going to do about it? (1936, vertaald als Wat zult gij doen? Doel en grondslag van de Engelse Vredesbeloftebeweging, 1938)
- After Many a Summer (1939, vertaald als Na vele zomers)
- Time Must Have a Stop (1944, vertaald als De tijd loopt zelf ten eind)
- Ape and Essence (1948, vertaald als Het rijk van Belial)
- The Devils of Loudun (1952, vertaald door Pé Hawinkels als De duivels van Loudun, 1972)
- The Genius and the Goddess (1955, vertaald als Het genie en de godin)
- Island (1962, vertaald als Eiland)

## Filosofie
- Ends and Means (1937)
- The Perennial Philosophy (1944), in de Nederlandse vertaling: Eeuwige wijsheid

## Korte verhalen
- Limbo (1920)
- Mortal Coils (1922)
- The Gioconda smile (1922, vertaald als De Giocondaglimlach)
- Brief Candles (1930)
- Two or Three Graces
- Little Mexican

## Dichtbundels
- The Burning Wheel (1916)
- Jonah (1917)
- The Defeat of Youth (1918)
- Leda (1920)
- Arabia Infelix (1929)
- The Cicadias and Other Poems (1931)

## Reisverslagen
- Along the Road (1925)
- Jesting Pilate (1926)
- Beyond the Mexique Bay (1934)

## Essays
- Do What You Will (1929)
- The Olive Tree (1936)
- The Art of Seeing (1942)
- Tomorrow and Tomorrow and Tomorrow (1952)
- The Doors of Perception (1954)
- Heaven and Hell (1956)
- Brave New World Revisited (1958)